# Commelinales
Ordre
Classification APG III (2009)
Les Commelinales sont un ordre de plantes monocotylédones.
En classification classique de Cronquist (1981) il comprend 4 familles :
- Commélinacées
- Mayacacées
- Rapatéacées
- Xyridacées

En classification phylogénétique APG (1998) la circonscription est la suivante :
- famille Commelinaceae
- famille Haemodoraceae
- famille Philydraceae
- famille Pontederiaceae

En classification phylogénétique APG II (2003) et classification phylogénétique APG III (2009) la circonscription est modifiée un peu :
- famille Commelinaceae
- famille Haemodoraceae
- famille Hanguanaceae
- famille Philydraceae
- famille Pontederiaceae

Les Mayacacées, Rapatéacées et Xyridacées sont déplacées à l'ordre des Poales.